# Município de Texas (condado de Crawford, Ohio)
O município de Texas (em inglês: Texas Township) é um município localizado no condado de Crawford no estado estadounidense de Ohio. No ano de 2010 tinha uma população de 384 habitantes e uma densidade populacional de 12,32 pessoas por km².

## Geografia
O município de Texas encontra-se localizado nas coordenadas 40° 57′ 00″ N, 83° 05′ 36″ O. Segundo a Departamento do Censo dos Estados Unidos, o município tem uma superfície total de 31.17 km², da qual 31,17 km² correspondem a terra firme e (0 %) 0 km² é água.

## Demografia
Segundo o censo de 2010, tinha 384 pessoas residindo no município de Texas. A densidade populacional era de 12,32 hab./km². Dos 384 habitantes, o município de Texas estava composto pelo 98,44 % brancos, o 0,26 % eram amerindios, o 1,04 % eram asiáticos e o 0,26 % eram de uma mistura de raças. Do total da população o 0,26 % eram hispanos ou latinos de qualquer raça.